# 約克森特 (伊利諾伊州)
約克森特（英語：York Center）是位於美國伊利諾伊州杜佩奇縣的一個非建制地區。該地的面積和人口皆未知。

## 地理
約克森特的座標為41°51′25″N 88°59′16″W / 41.85694°N 88.98778°W，而該地的平均海拔高度為220米（即722英尺）。